# Mukbang

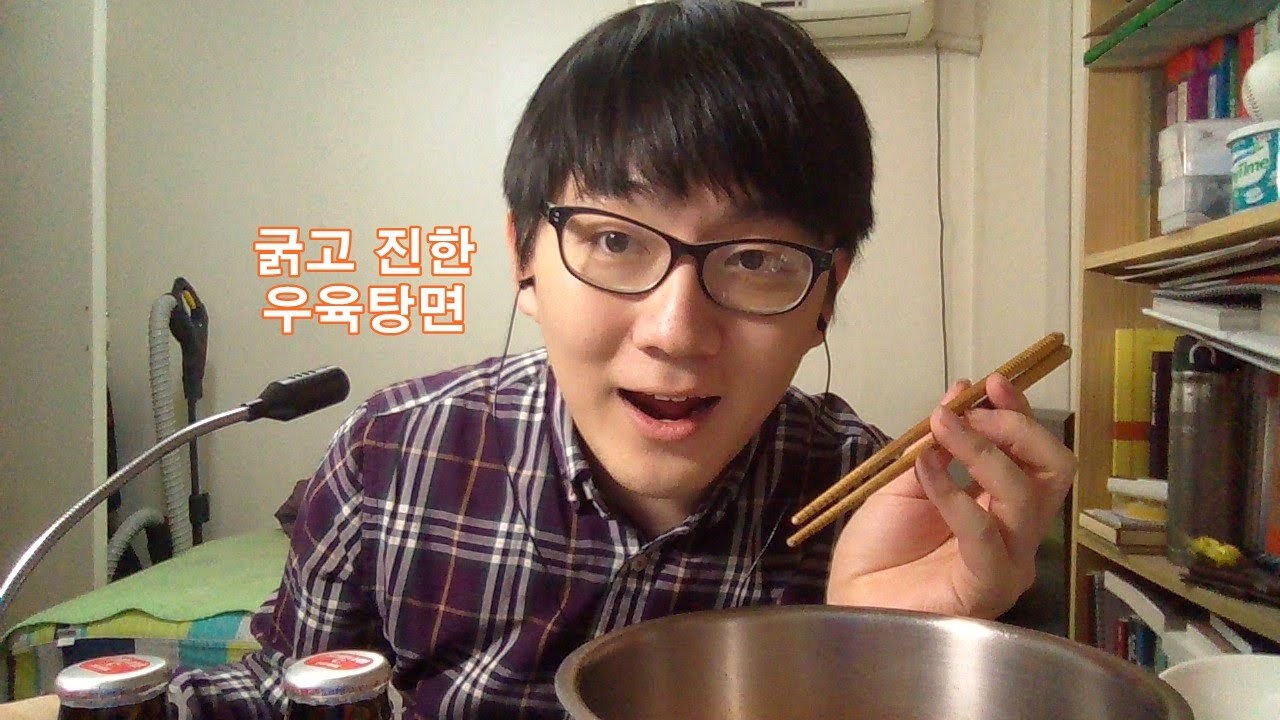
Mokbangvideo

Mukbang of soms ook mokbang (Koreaans: 먹방, uitspr. "mokbang" of "mokpang") is een oorspronkelijk Zuid-Koreaanse trend die over internetvideoplatformen bekend geworden is en het verorberen van buitensporige hoeveelheden eten toont.

## Oorsprong en beschrijving
Er wordt van uitgegaan, dat een filmpje in 2009 op Afreecatv de oorsprong van het fenomeen is. In 2010 werd het woord mokbang voor het eerst gebruikt. Vanaf 2014 ontwikkelde het zich tot een wereldwijd verschijnsel. De personen die de filmpjes vertonen noemen zich BJ's (broadcast jockeys). Geconsumeerd worden verschillende gerechten. Het betreft soms dure (bijv. sushi), maar meestal goedkopere producten.

## Internationale reacties
Mede door het mokbangfenomeen heeft de Chinese regering in 2021 een campagne tot een spaarzamere omgang met eten gestart en het verspillen van etenswaren als "beschamend" betiteld.
In Korea leidde het gerucht dat de regering mokbang zou willen reguleren, tot grote ophef. De regering nam daarom van deze mogelijkheid direct afstand.
In Nederland zijn op het internet een paar eigen mokbangfilmpjes verschenen, maar het is nog geen rage.